# Gino Coppedè
Gino Coppedè, all'anagrafe Luigi Coppedè (Firenze, 26 settembre 1866 – Roma, 20 settembre 1927), è stato un architetto, scultore e decoratore italiano. Fu un artista eclettico e sviluppò un suo stile ornamentale che coincise, nella scelta di alcuni motivi, con i caratteri più immediati dello stile Liberty.
Fu attivo prevalentemente a Genova, lavorando sulle principali arterie ed edifici a cavallo fra l'Ottocento e il Novecento, e anche a Messina e altre città in Italia e all'estero.

## Biografia

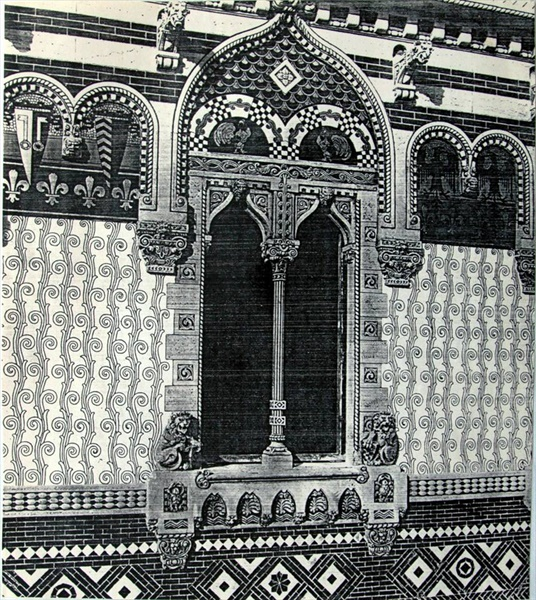
Palazzo del Granchio
Banco Cerruti, Messina, una bifora incorniciata da decorazioni neogotiche (Gino Coppedè).

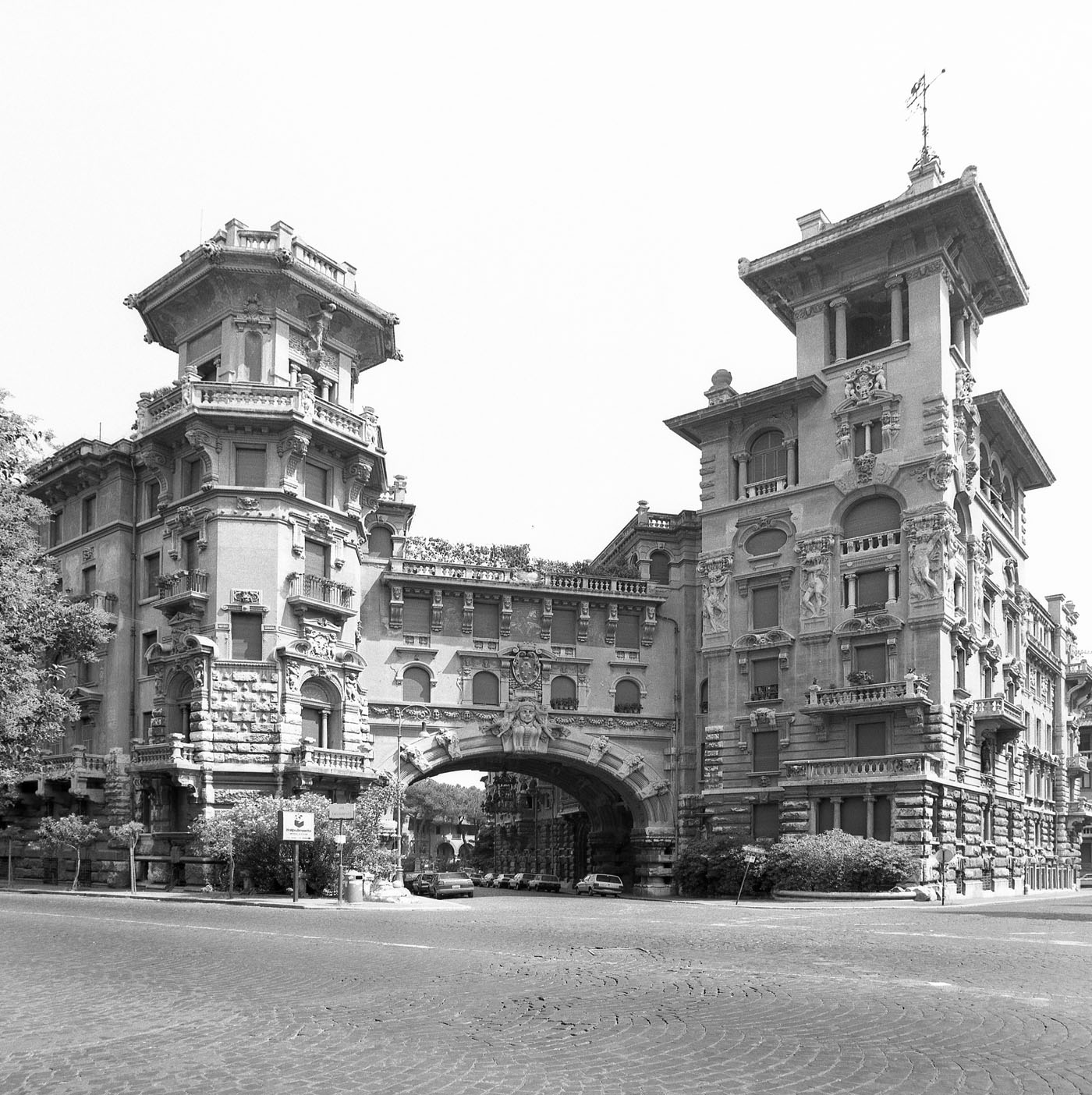
Roma, quartiere Coppedè in Via Tagliamento

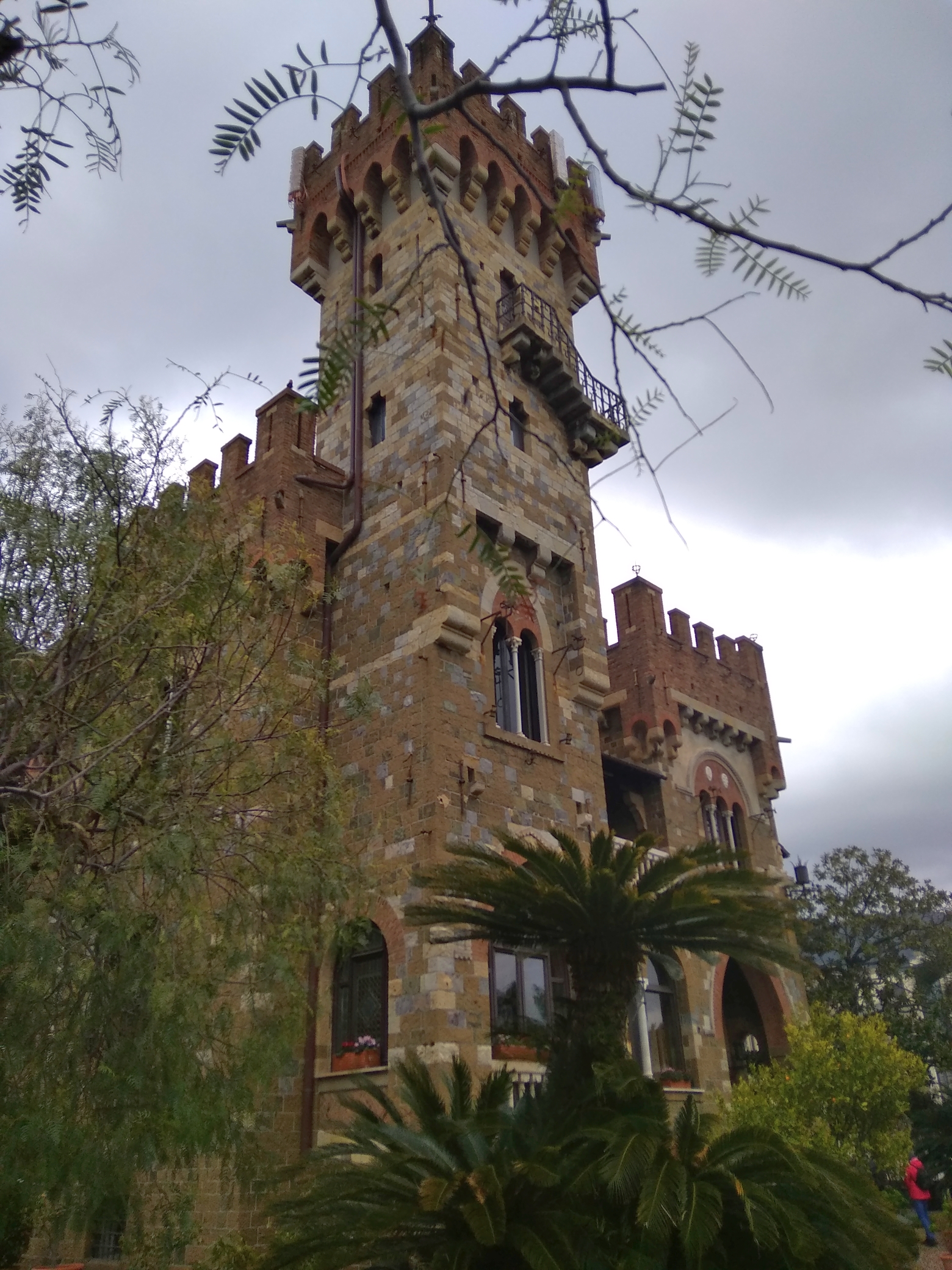
Villa Coppedè a Genova Priaruggia (1902)

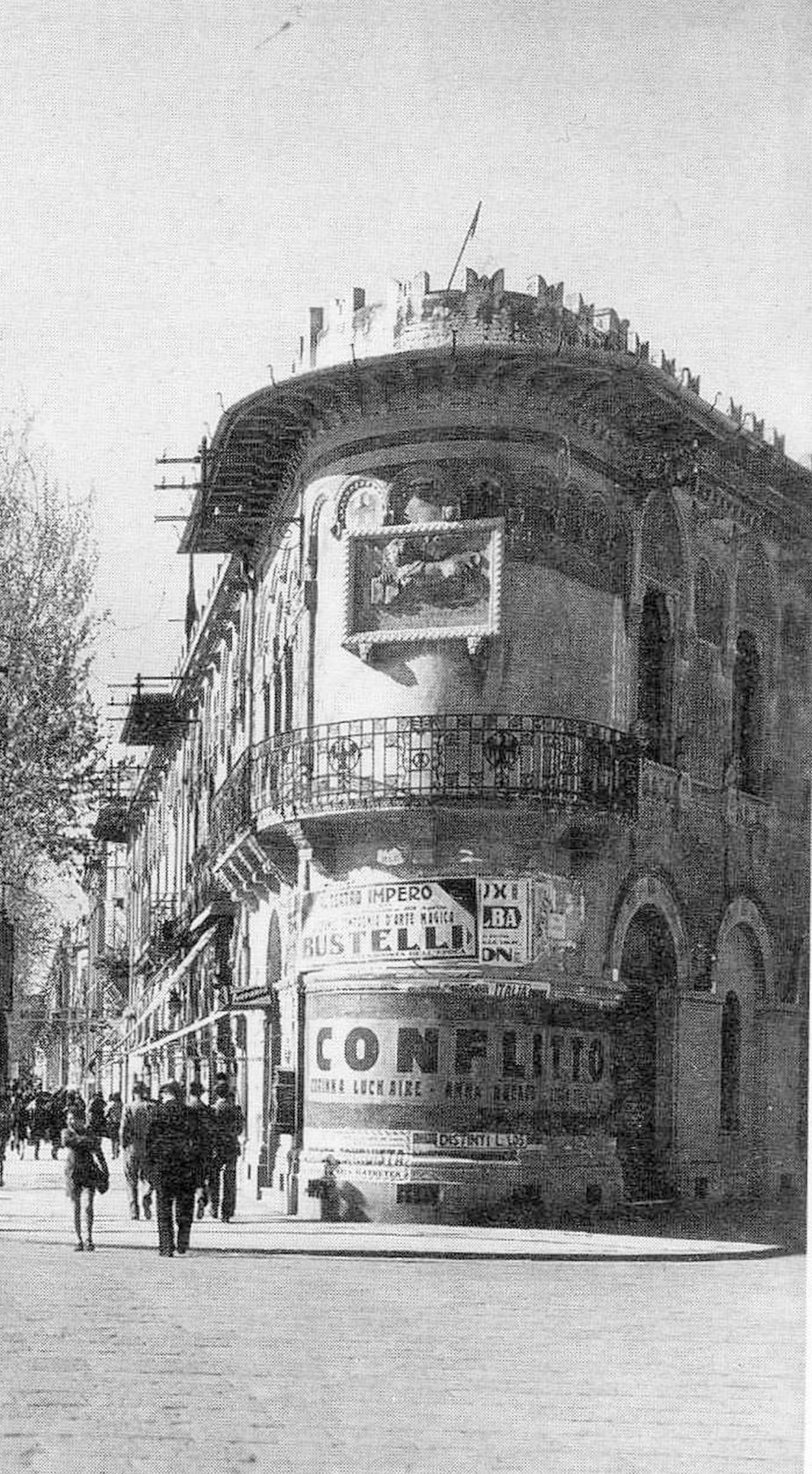
Messina - Palazzetto Coppedè con la grande formella col Leone di San Marco, anch'essa opera di Coppedè, che cadrà a seguito dei bombardamenti della Seconda guerra mondiale.

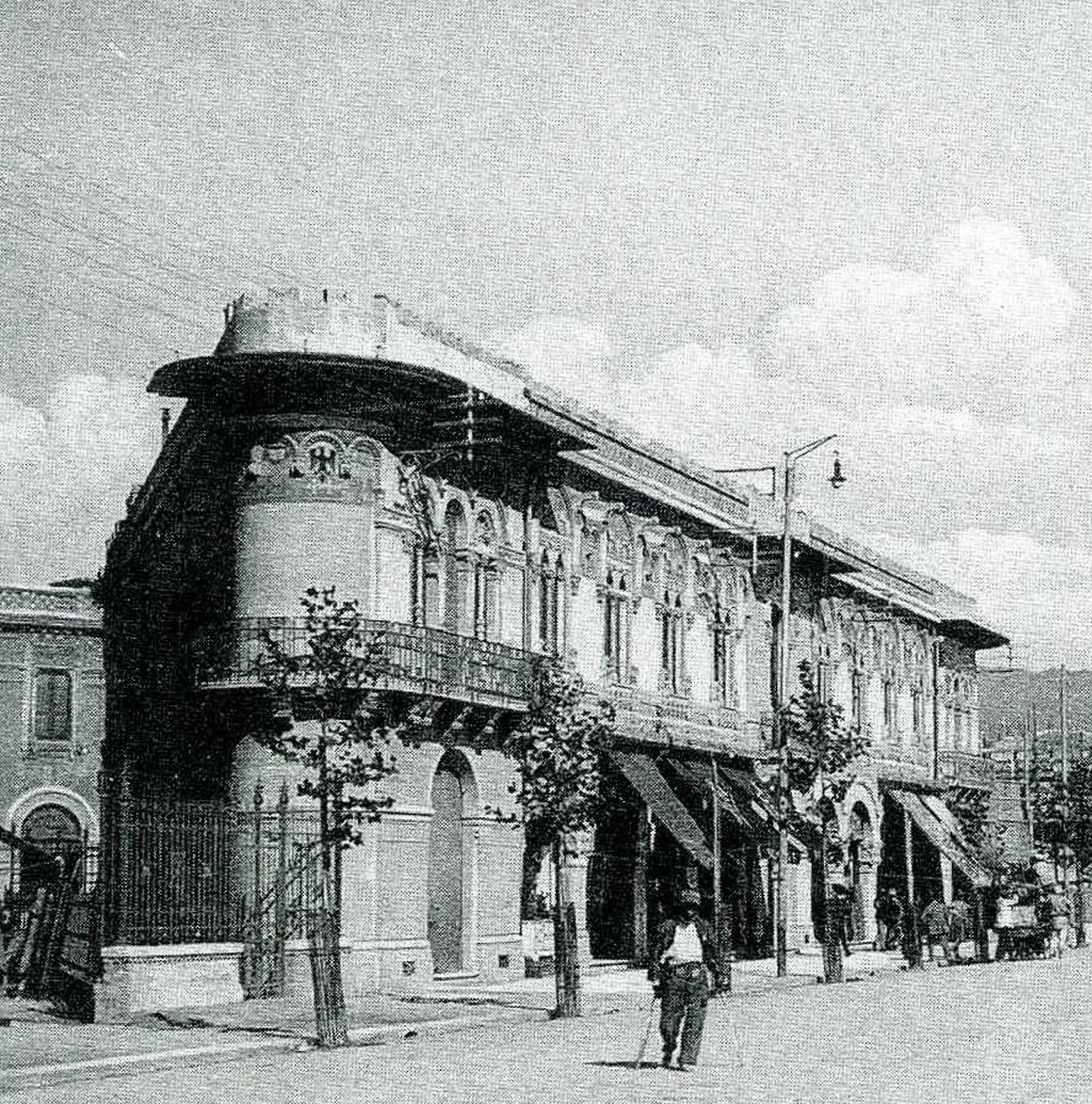
Messina - Palazzetto Coppedè dall'angolo arrotondato all'incrocio con la via Cardines (Gino Coppedè)

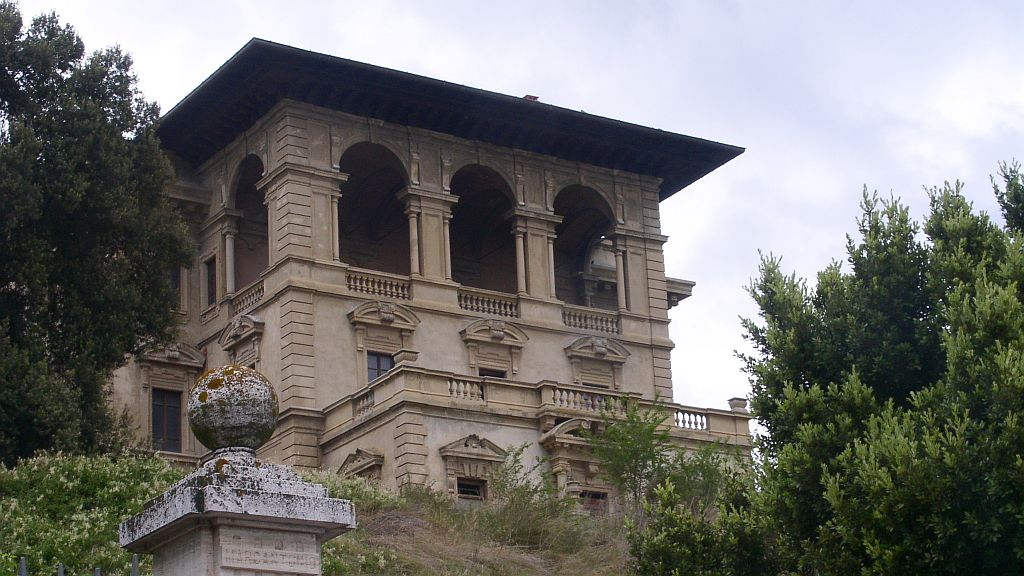
Palazzo Marcantonio a Mozzagrogna (Chieti)

Nacque a Firenze nel 1866 da Mariano Coppedè e Antonietta Bizzarri, fratello di Adolfo Coppedè anch'egli architetto (a cui si deve tra l'altro il Castello Cova di Milano). Studiò presso le Scuole Pie e la Scuola Professionale di Arti Decorative Industriali di Firenze, ottenendovi il diploma. Tra il 1885 e il 1890 lavorò presso il laboratorio del padre, raggiungendo la piena padronanza dell'arte dell'intaglio e venendo a contatto con alcuni architetti toscani dell'epoca. Nel 1889 sposò Beatrice Romanelli, figlia dello scultore Pasquale Romanelli, dalla quale ebbe tre figlie: Anna (1890), Matilde (1892) e Margherita (1897). Nel 1891 si iscrisse all'Accademia delle Belle Arti di Firenze e si diplomò professore di disegno architettonico a "unanimità dei voti e plauso". Tale diploma permetteva lo svolgimento della professione di architetto come, dagli anni '20 del Novecento, la rispettiva laurea.. Insegnò quindi al Regio Orfanotrofio Puccini di Pistoia, collaborando con alcune fonderie della medesima città.
Tra il 1890 e il 1893, Coppedè lavorò al castello di caccia del conte marchese Puccio, "Villa Puccio" a Capriata d'Orba. L'edificio di 1.900 mq prese poi il nome di Villa Val Lemme.
Chiamato a Genova da Evan Mackenzie per la progettazione e la costruzione dell'omonimo castello (1890), questa fu la sua prima grande opera di successo. Si trasferì nel capoluogo ligure con la famiglia e, grazie a MacKenzie, ottenne numerosi incarichi e ricoprì diverse volte il ruolo di membro nella Commissione Municipale e della Commissione per il riordinamento dei Piani Regolatori. Fu nominato Accademico di Merito dell'Accademia Ligustica e, in seguito, Accademico delle Accademie di Perugia ed Urbino e Ingegnere della regia Scuola di Applicazioni per gli Ingegneri di Roma. Nel giugno del 1917 ottenne il Decreto di libera docenza in Architettura Generale presso la Regia Università di Pisa.
Nel 1919 fu impegnato in diverse costruzioni a Roma, quelle che costituirono il complesso di edifici conosciuto come Quartiere Coppedè, e in altri edifici a Messina, sotto la committenza della ditta bancaria Fratelli Cerruti di Genova. A partire da quest'anno collaborò coi fratelli per l'arredamento di alcuni piroscafi del Lloyd Sabaudo e della Cosulich Società Triestina di Navigazione.
Il 6 aprile 1920 morì a Genova la moglie e il 20 dicembre il padre Mariano Coppedè; Gino, insieme a suo fratello Adolfo Coppedè, subentrò quindi nella direzione de "La casa Artistica". Tra il 1920 e 1921 collaborò insieme all'ingegnere Ugolotti alla redazione del progetto per lo spostamento della Stazione di Roma Termini.
Nel 1921 progettò sul lago di Como, dove soggiornava a Lierna, insieme al fratello Adolfo, il castello chiamato Villa La Gaeta (che fu anche location di un film di James Bond).
Nel 1924 iniziò la costruzione del nuovo castello del Marchese de la Motilla a Siviglia. Nel 1926 fu nominato professore residente emerito dell'Accademia delle arti del disegno di Firenze.
Morì il 20 settembre 1927 a Roma affetto da gangrena polmonare, in seguito a complicazioni intervenute dopo un'operazione. È sepolto a Firenze, nel cimitero di San Miniato a Monte, nella tomba di famiglia.

## Opere

### Capriata d'Orba
A Capriata d'Orba progettò:
- Villa Val Lemme (Villa Puccio) (1890-1893) – Strada Val Lemme, 16

### Genova
A Genova progettò:
- Villa Coppedè (1902) – via Francesco Nullo,12, alle spalle di Priaruggia. La villa venne eretta nel 1902 secondo il progetto dell'architetto fiorentino e fu la sua dimora durante la sua permanenza a Genova.
- Castello Mackenzie (1897-1902) – via Cesare Cabella, 15
- Castello Türcke (1903) – via Capo di Santa Chiara, 24B
- Villa Dellepiane (1904-1905) – via privata Piaggio, 33
- Villa Mario Canepa (1905-1906) – via privata Piaggio, 41
- Villa Martini (1905-1906) – salita nuova Nostra Signora del Monte, 5A
- Villino Mackenzie (1905-1906) (distrutto nel 1962) - salita nuova Nostra Signora del Monte, 5C
- Villino Queirolo (1906) - salita nuova Nostra Signora del Monte, 5B
- Villino Cogliolo (1906) – via Piaggio, 44
- Palazzo Bogliolo (1906) – corso Firenze, 9
- Palazzo Zuccarino (1906-1907) – via Anton Maria Maragliano, 2
- Villa Micheli, poi Castello Bruzzo (1904?-1910) – via Piaggio, 9
- Palazzo Pastorino (1900-1910) – via Bartolomeo Bosco, 57
- Palazzo Zuccarino-Cerruti (1909-1912) – via XX Settembre, 23
- Villino Bozzano (1910-1911) - salita nuova Nostra Signora del Monte, 5
- Palazzina (attribuita) (1911-1912) – via Francesco Sivori, 10
- Palazzina Profumo (1913-1914) – corso Italia, 44
- Villa Maria Cerruti (1914) – via Piaggio, 31
- Villa Canali Gaslini e portineria (1924-1925) – corso Italia, 26
- Villa Maria Cerruti (1924-1925) – via Piaggio, 27
- Villa Strameri (1919-1927) – via Giovanni Sforza, 21A
- Esposizione di Marina ed Igiene marinara 1914 (distrutta) – piazza della Vittoria/piazza Verdi
- Ingresso alla stazione della ferrovia elettrica Principe-Granarolo (1908) – via del Lagaccio
- Palazzo della Meridiana (ristrutturazione interna) (1907?-1913) – piazza della Meridiana
- Grand Hotel Miramare di Genova (1906-1908) – via Pagano Doria, 1
- Hotel Eden (ristrutturazione) (1907?-1913)– via Aldo Casotti
- Cappella del Convento delle Suore Riparatrici (distrutta) (1905) – via Curtatone
- Cappella Borzino (1908-1910) – Cimitero di Staglieno
- Cappella Canali de Althaus (1921) – Cimitero di Staglieno
- Tomba di Ettore Moro (1913-1924) – Cimitero di Staglieno
- Cimitero degli Inglesi (1904) – Cimitero di Staglieno
- Tomba Davidson (1904) – Cimitero di Staglieno
- Tomba di Ernesto Puccio (1905-1907) – Cimitero di Staglieno

### Messina
Negli anni della ricostruzione seguita al devastante terremoto del 1908, Coppedè realizzò o progettò alcuni dei più prestigiosi edifici di Messina:
- Palazzo Costarelli (1913) – sorge in via Tommaso Cannizzaro, isolato 223. L'edificio fu realizzato per l'avvocato Riccardo Costarelli e per la moglie Giuseppina Roberto. Parzialmente distrutto dai bombardamenti della seconda guerra mondiale, fu ricostruito nel dopoguerra. Dell'originale rimane un corpo angolare loggiato e poco altro.
- Villa Costarelli – oggi non più esistente, ricadeva nell'area dove attualmente ricade il complesso residenziale "Villa Luce".
- Palazzo Tremi (noto anche come Palazzo del Gallo) (1914) – sorge in via Santa Cecilia, isolato 99. Fu costruito per il Colonnello dei Carabinieri Vittorio Emanuele Tremi e per la moglie Maria Lapetit. I prospetti esterni sono ricchi di decori, realizzati anche a graffito e con dipinti; ovunque primeggia il volto della Gorgone ad altorilievo, racchiuso in dei tondi.
- Palazzo dello Zodiaco (1913-1922) – occupa alcuni comparti dell'isolato 316. Sorge in piazza Duomo, accanto al campanile del Duomo.
- Palazzo Cerruti – in via Garibaldi, sul III e il IV comparto dell'isolato 319 del piano regolatore di Messina. Commissionate dai fratelli Cerruti di Genova, furono realizzate dalla ditta “Società Imprese Edilizie Meridionali”. Il III comparto, ad angolo con via Loggia dei Mercanti, fu realizzato per primo, fra il 1915 ed il 1916, e soprelevato di un piano nel 1975 circa. Il IV comparto, ad angolo con Largo Gaetano Martino, fu realizzato fra il 1918 ed il 1919.
- Palazzo del Granchio

### Sestri Ponente
- Officine San Giorgio (1905-1906) – via Luciano Manara

- Asilo Infantile Adelina Davidson (1911) – Piazza Carpaneto - Borgo Fornari

### Napoli
- Il Palazzo Galli a Santa Lucia.
- Sistemazione del Monte Echia e del Borgo Marinari.

### Roma
- Quartiere Coppedè. Una delle più importanti opere del grande architetto, è sito nel quartiere Trieste, nell'isolato compreso fra via Tagliamento, via Arno, via Ombrone, via Serchio, via Reno, via Clitunno e via Adige fino a piazza Trasimeno composto da diciotto palazzi e ventisette tra palazzine ed edifici, disposte intorno al nucleo centrale di piazza Mincio.
- Palazzo in Via Veneto, 7, all'innesto su Piazza Barberini, proprio dietro la Fontana delle Api.

### Altre città
A Bucine, progettò Villa Frisoni o Castello di Lupinari per il cavalier Luigi Edoardo Frisoni, iniziato nel 1906 terminato nel 1908.
A Codogno (in provincia di Lodi) costruì Villa Biancardi alla fine del XIX secolo.
A Pistoia costruì la Palazzina Coppedè in via Antonio Pacinotti all'ingresso delle Officine San Giorgio (1907-1908). Recentemente la costruzione è stata restaurata ed è divenuta sede dell'Ordine degli Architetti.
A Lanciano, in Abruzzo, progettò il Palazzo De Angelis (ex Banco di Roma) all'estremità sinistra del corso Trento e Trieste, all'incrocio con viale Luigi De Crecchio, nonché la villa Carabba-D'Amelio, situata su una traversa del viale Cappuccini sud, alla periferia della città con la contrada Marcianese.
A Livorno, intorno al 1926, presentò il progetto per un grandioso stabilimento balneare, poi non realizzato.
A Mozzagrogna Villa Marcantonio, commissionatogli da Nicola Marcantonio. Attualmente in stato di abbandono.
A Nuoro, Villa Antonietta (o Castello di Colle di Sant'Onofrio).
A Paradiso, presso Lugano, costruì il Castello Cattaneo nel 1911.
A Pietrasanta progettò la Villa Barsanti, edificata fra il 1920 e il 1922.
A San Siro sul lago di Como eresse Villa La Gaeta, completata nel 1921.
A Sestri Levante curò la costruzione del Palazzo Rossi Fascie, che attualmente ospita il Museo archeologico cittadino.
A Zorlesco (frazione di Casalpusterlengo, in provincia di Lodi), costruì Villa Biancardi Vistarini nel 1911.
A Ronco Scrivia costruì l'Asilo Infantile "Adelina Davidson" nel 1911. 

## Curiosità
- Gaetano Rapisardi, famoso architetto siciliano, sposò una delle figlie di Gino Coppedè e collaborò col suocero a diversi progetti e realizzazioni nel suo studio romano.